# 傑森維爾 (印地安納州)
傑森維爾（英語：Jasonville）是一個位於美國印地安納州格林縣的城市。

## 人口
根據2010年美國人口普查的數據，傑森維爾的面積為3.30平方千米，當中陸地面積為3.28平方千米，而水域面積為0.02平方千米。當地共有人口2,222人，而人口密度為每平方千米673.33人。